# آندری پریودا
آندری پریودا (انگلیسی: Andriy Pryveda؛ زادهٔ ۱ ژانویهٔ ۱۹۸۶) ورزشکار روئینگ اهل اوکراین است. او همچنین از قایقرانان روئینگ بازی‌های المپیک تابستانی ۲۰۱۲ بوده‌است.